# サンダル

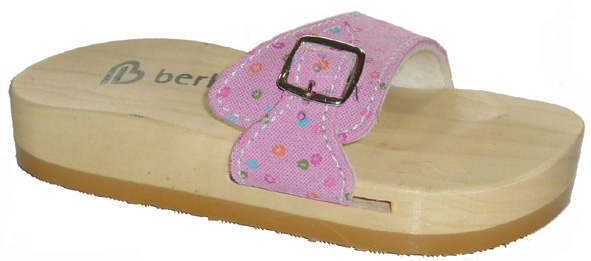
サンダルの中で最もシンプルな形状の突っかけサンダル

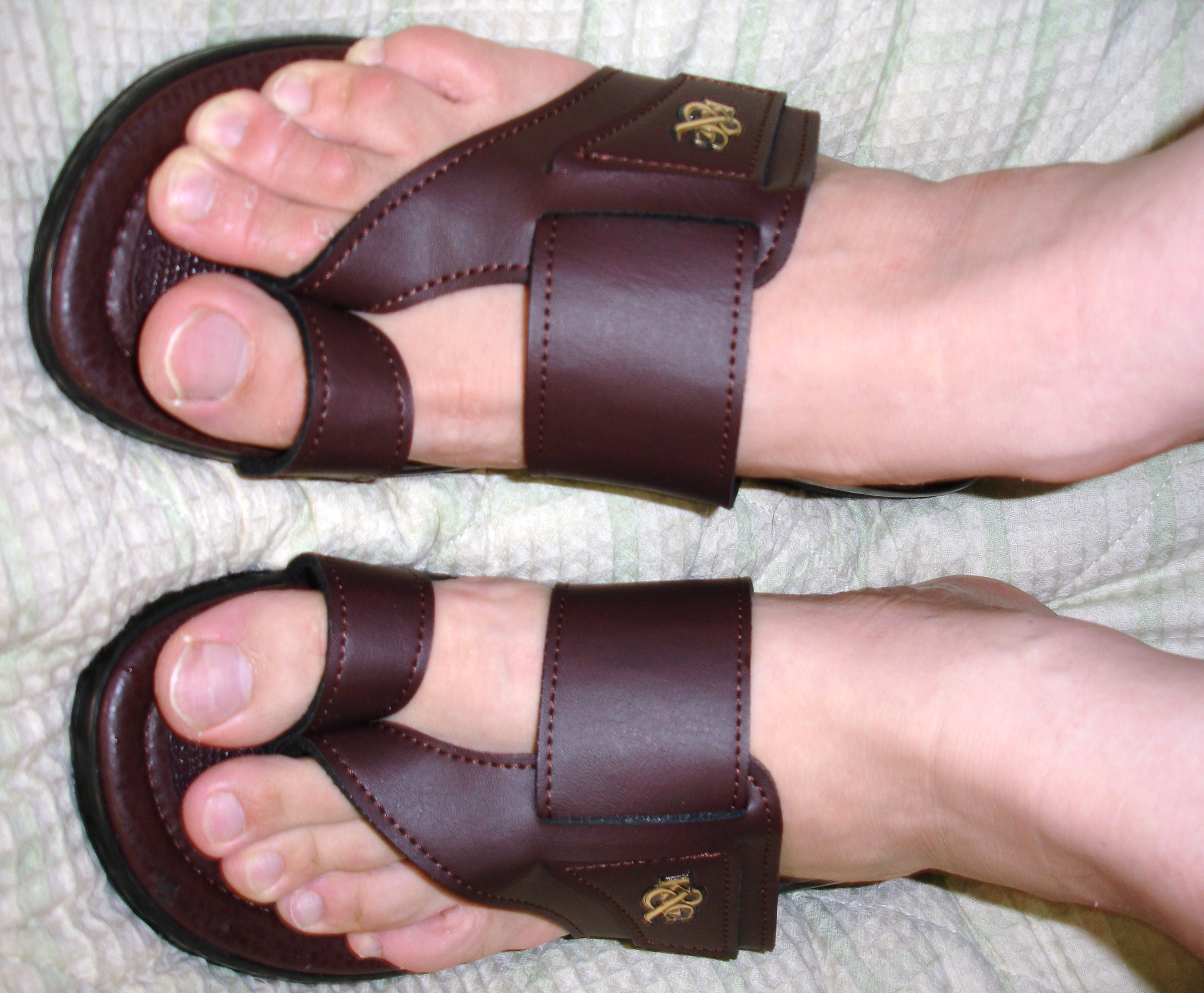
ベンハーサンダル

サンダル（sandal）は、足全体を包まず、紐やバンドなどで足に止める履物の総称である。

## 語源
西欧語におけるサンダルの語源は、中世後期に遡る。ギリシア語の "sandalion" から、ラテン語を経て、英語・ドイツ語・フランス語などへ入ったと考えられる。なお、当時の西洋における木靴との対比から生じたものであると考えられている。サンダルの語源は古代アジア（古代オリエント）起源だろうと考えられている。

## 概要
サンダルは古くからある履物の種類で、動物の皮革、天然ゴム、ポリウレタン、プラスチック、人工ゴムなどの材質からなり、様々な形状のものがある。基本的に足の少なからぬ面積が露出しているため、足を守る機能は減ぜられるながら通気性に富み、また柔軟な素材で作られているものは足を過度に締め付けない。その多くが履物一般の内でも軽量である。
なお、上述の「足全体を覆わない紐やバンドで足に止める履物」という定義では、下駄や草履もサンダルの一種ということになる。日本においては下駄や草履はサンダルに含めないことが多いが、ゴム製のサンダルを「ゴム草履」と呼ぶことはある。世界的にも様々な類型があり、その形状も多様で、一般にサンダルとみなされる履物では、伝統的スタイルから派生したものから、現代的な素材とデザインとを導入して、機能性を求めるものまでみられる。
現代において、サンダルはフォーマルな場で着用されることはまずなく、遊びや日常生活の中で履かれる傾向が強い。仕事においても、ホワイトカラー労働者の内でデスクワーク専従者は、革靴で足が蒸れるのを嫌い、サンダル履きで仕事をする者も見られる。革靴風のスリッパもあり、踵や靴紐が存在し、踵を覆う部分や、内側も外側と共色のスリッパやサンダルもあり社内で勤務する会社員に利用されている。
ただし、かしこまった場での対面が重視される窓口の応対係や外交販売員が着用するのは、特に男性の場合にタブーとされているが、環境対策などを目的とした衣服の軽装化キャンペーンであるクール・ビズの普及に伴って服装規定も緩やかになり、夏場は女性の必須アイテムになりつつある。その一方で、カジュアルファッションの内では男女の別なくそれなりの地位を築いた製品もあり、軽便な履物という位置付けに納まらず、日常的に愛用する者も見出せる。

## 形状

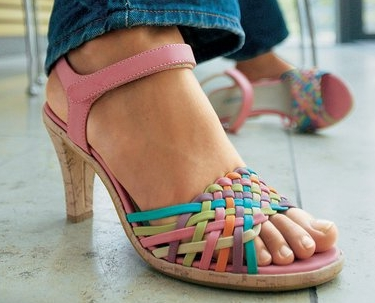
ハイ・ヒールドサンダルズ
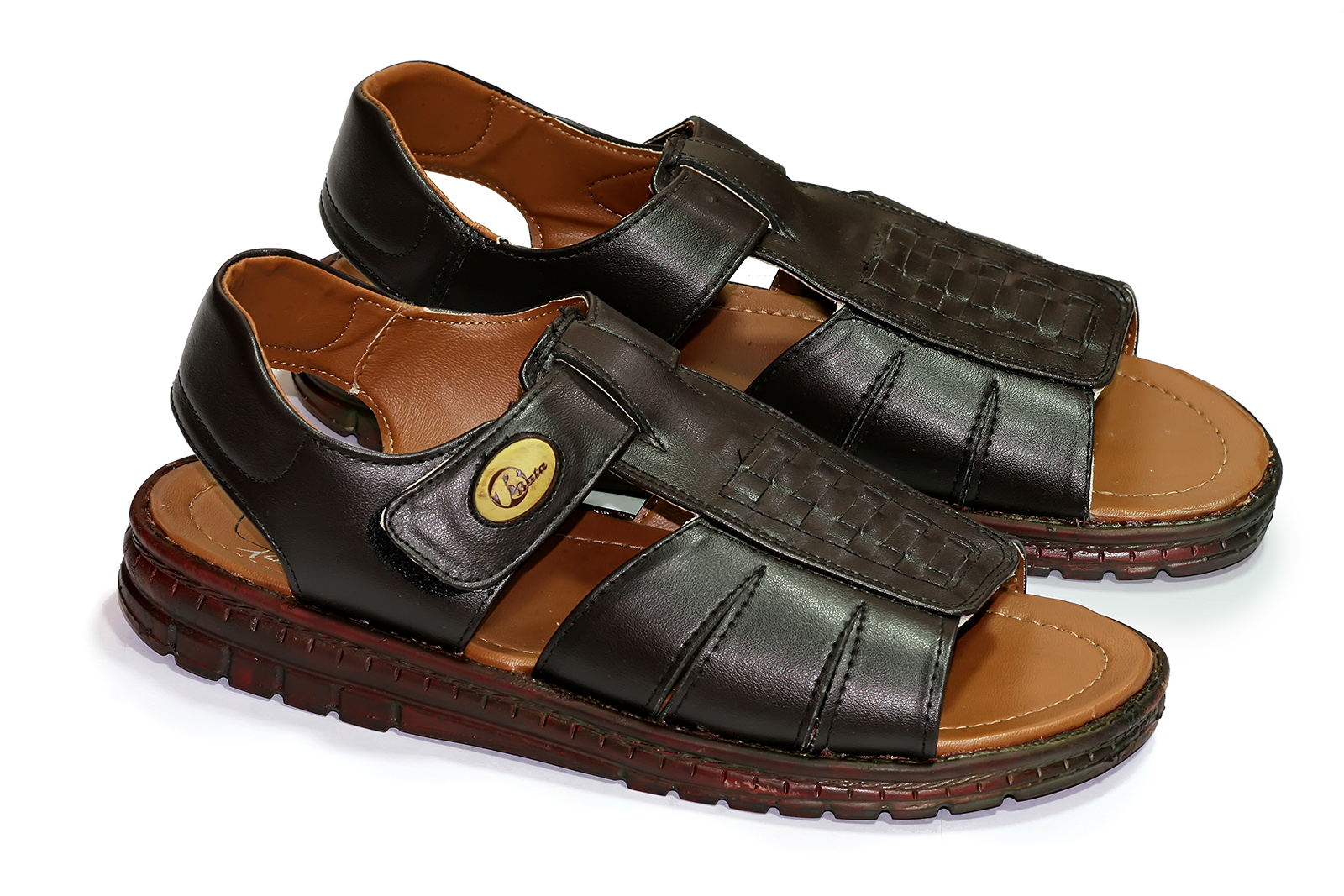
メンズヘップ
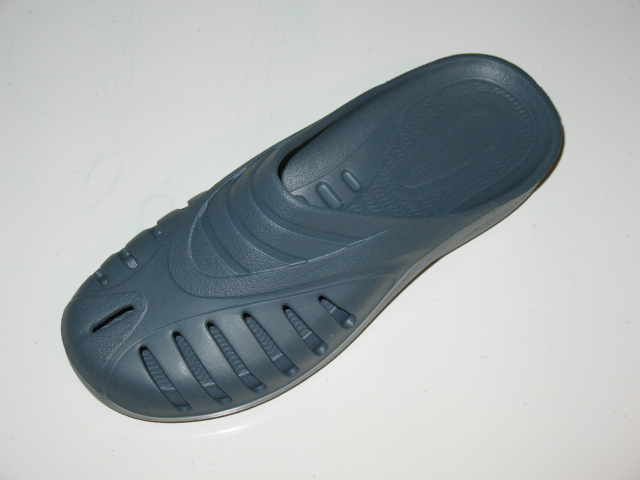
ゴムサンダル
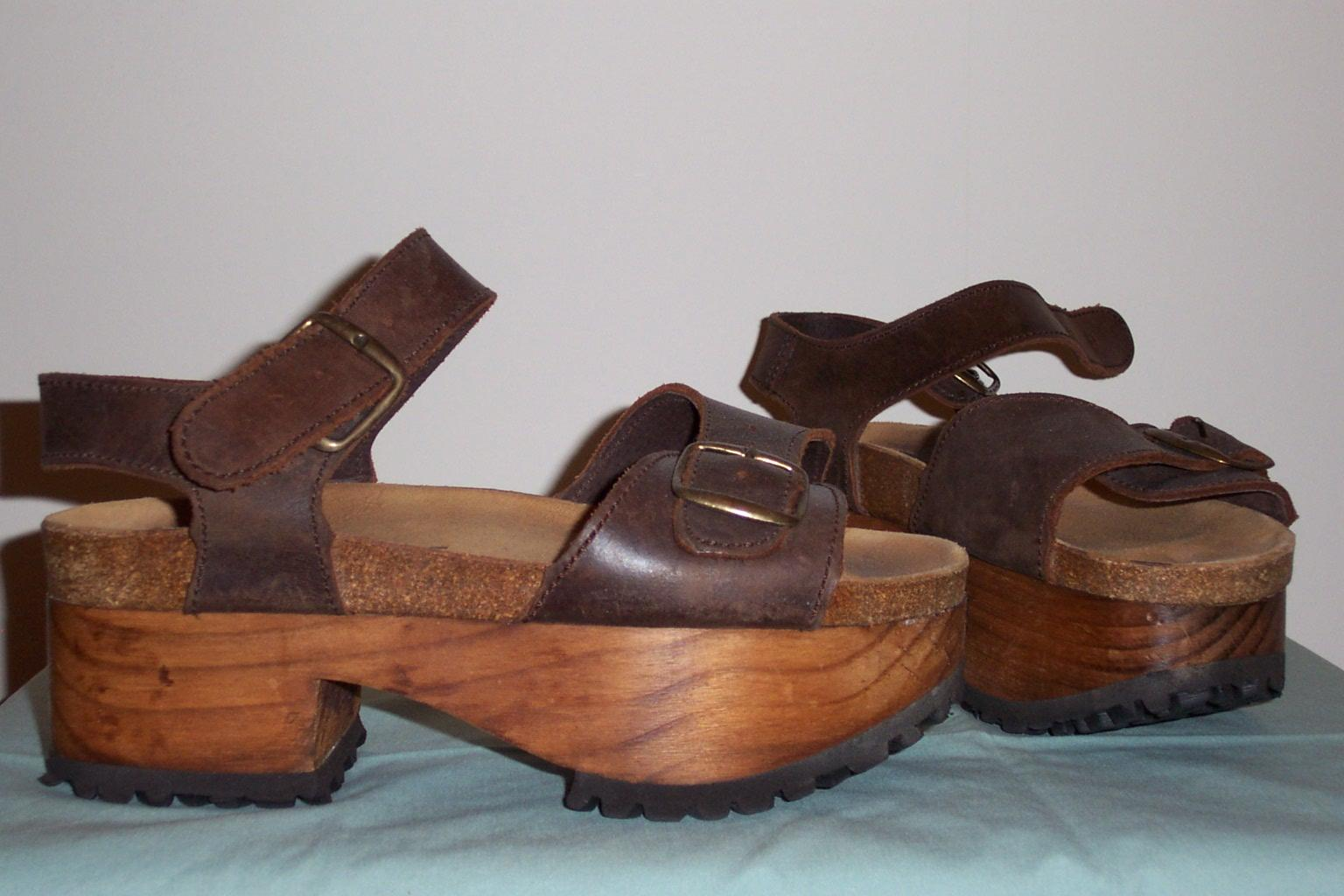
サンダルの一例
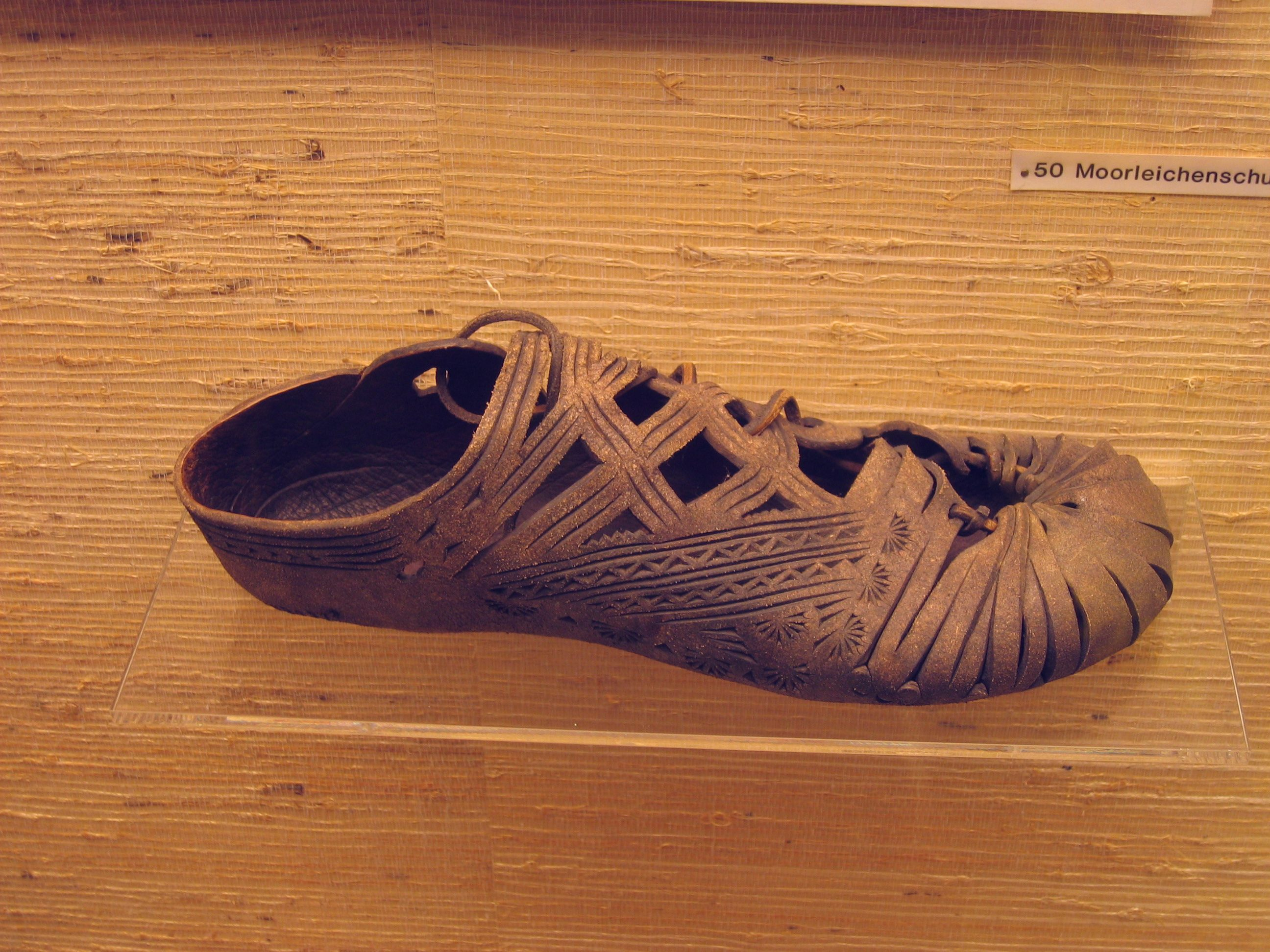
サンダルの一例
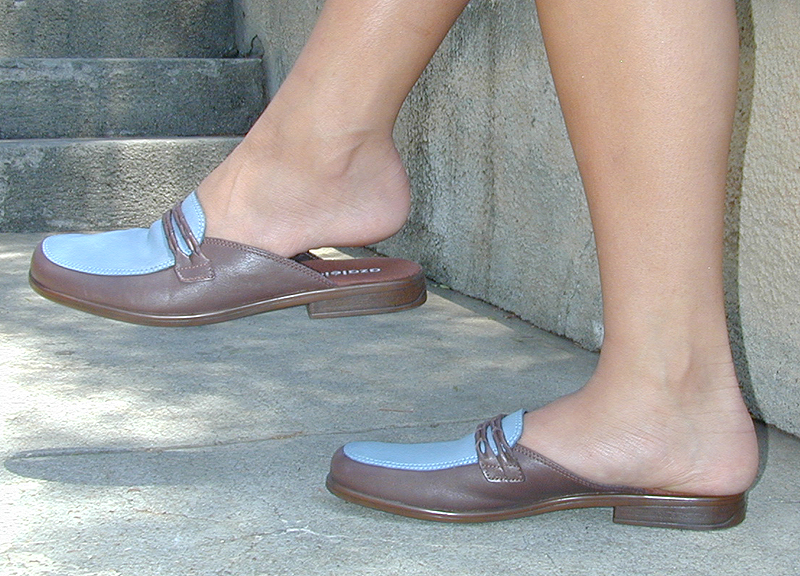
革靴タイプのサンダル（クロッグ）
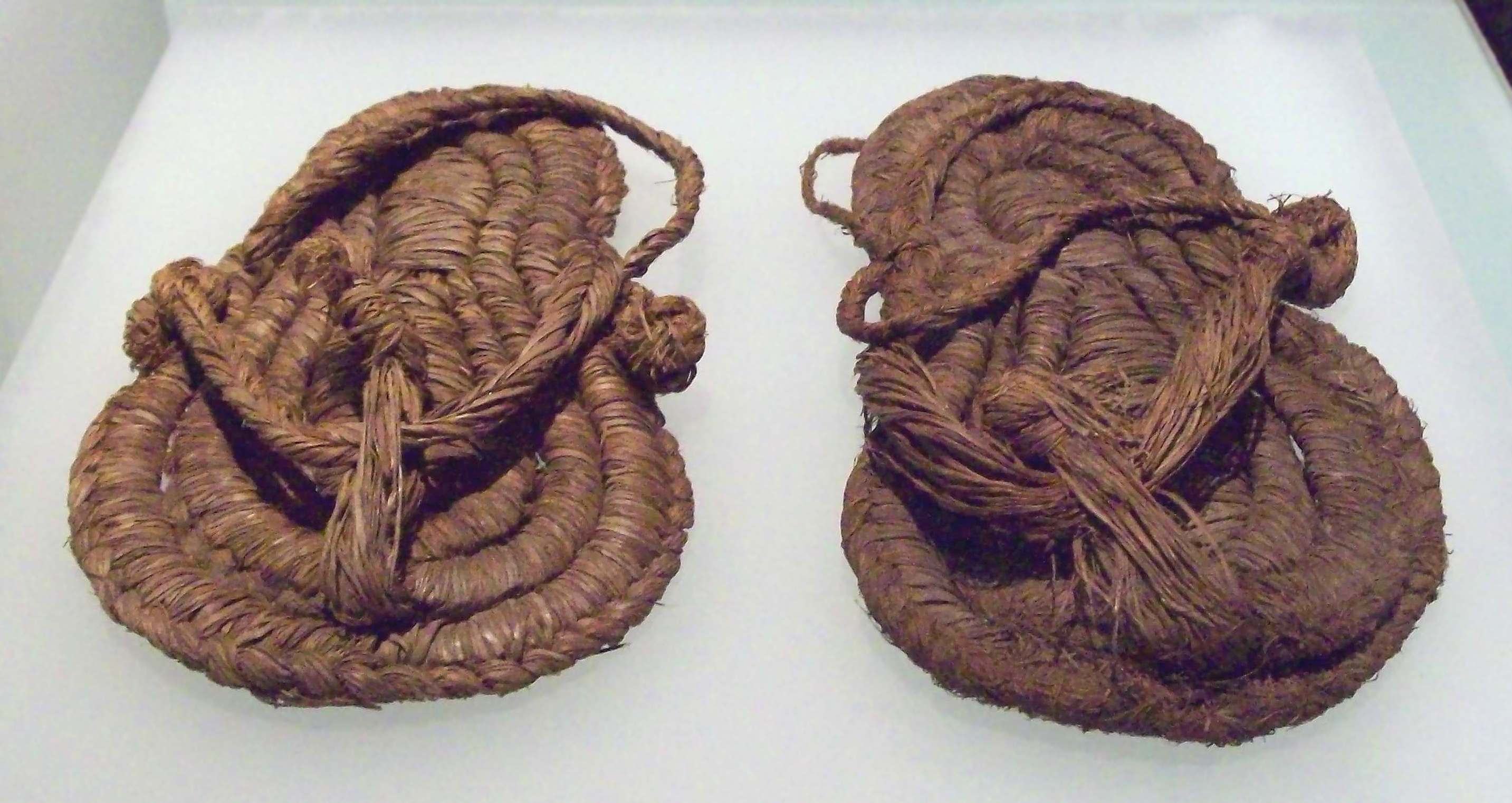
5世紀 - 6世紀ごろのスペインで使われていたサンダル（草履）
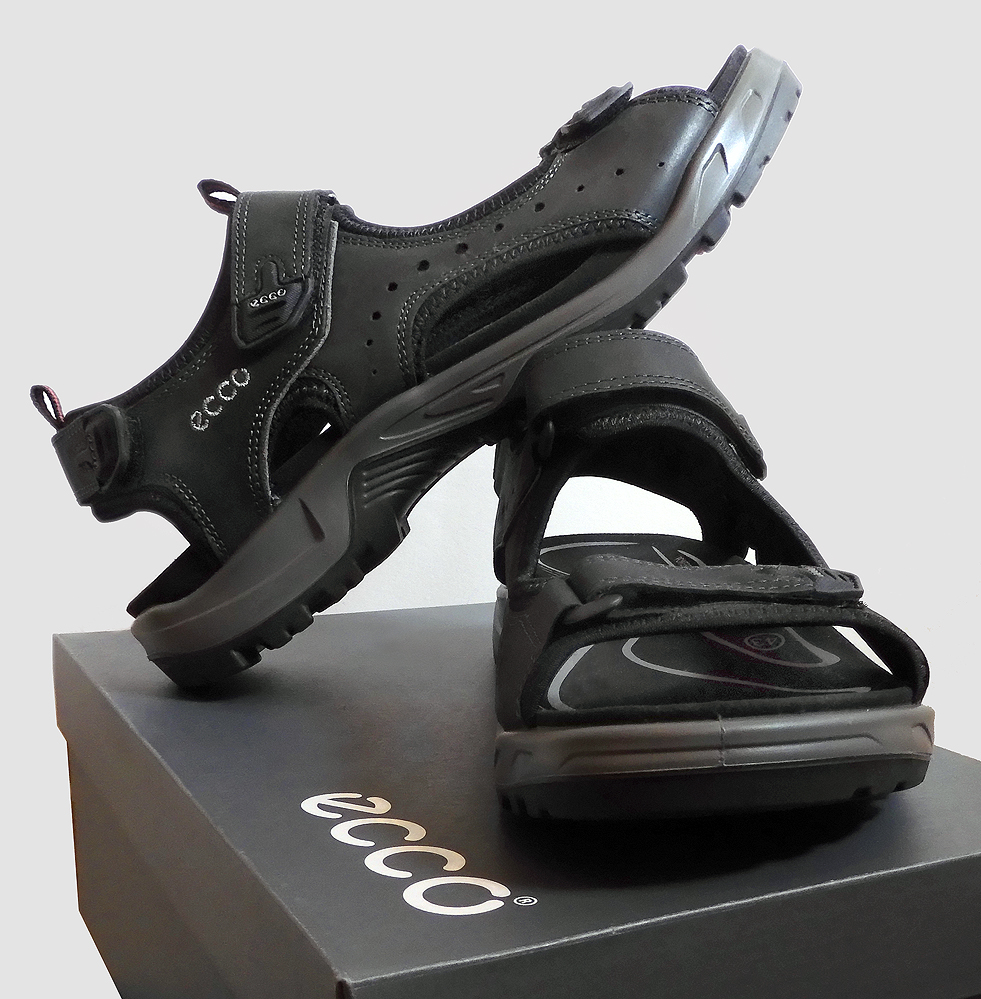
Ecco のサンダル.

以下はほぼ日本における俗称で、正式な分類ではない。

### ヘップサンダル
ヘップサンダル（ミュール）とは、オードリー・ヘプバーンが映画の中で着用していたような、ヒールの高い女性用のサンダル。近年はミュールと呼ばれることが多い。英語圏ではハイヒールサンダルとは区別されており、爪先が靴内に収まる形状・デザインが分類されるようである。

### ハイヒールサンダル
ハイヒールサンダル、ハイ・ヒールドサンダルズは、主に英語圏（英: High Heel Sandal, High-heeled sandals）。ミュールとは区別されており、つま先が露出する形状・デザインが分類されるようである。海外のビジネスでは履かれない。

### メンズヘップサンダル
メンズヘップサンダルとは、男性用合成皮革サンダルを意味する業界名。ヘップサンダルという言葉がサンダルの代名詞として一人歩きした結果生まれた用語で、形状などは特に問わない。単に「ヘップ」と略されることも多い。履物屋や量販店で安価に販売されている。

### ベンハーサンダル
ベンハーサンダルとは、足の甲を留める幅の広いベルトに鼻緒が連結されているもの。日本だけの名称であり、映画「ベンハー」で主演のチャールトン・ヘストンが着用していたことに由来する。

### ヤンキーサンダル
ヤンキーサンダルとは、エナメルやラメ塗装、豹柄、ハローキティのデザインなどが施された派手なサンダルである。本来は女性用だが男性の愛好者も多い。かつてはヒールの高いミュールタイプが主流だったが、近年では踵のない物のほうが人気である。

### ビルケンサンダル
ビルケンサンダルとは、ドイツの靴メーカー「ビルケンシュトック」の製品およびその模倣品に対する俗称。ビルケンシュトック社製のサンダルはデザイン性が高く人気であるため、同社のベストセラーである「アリゾナ」や「フロリダ」のコピー商品は数多く出回っている。

### テバサンダル

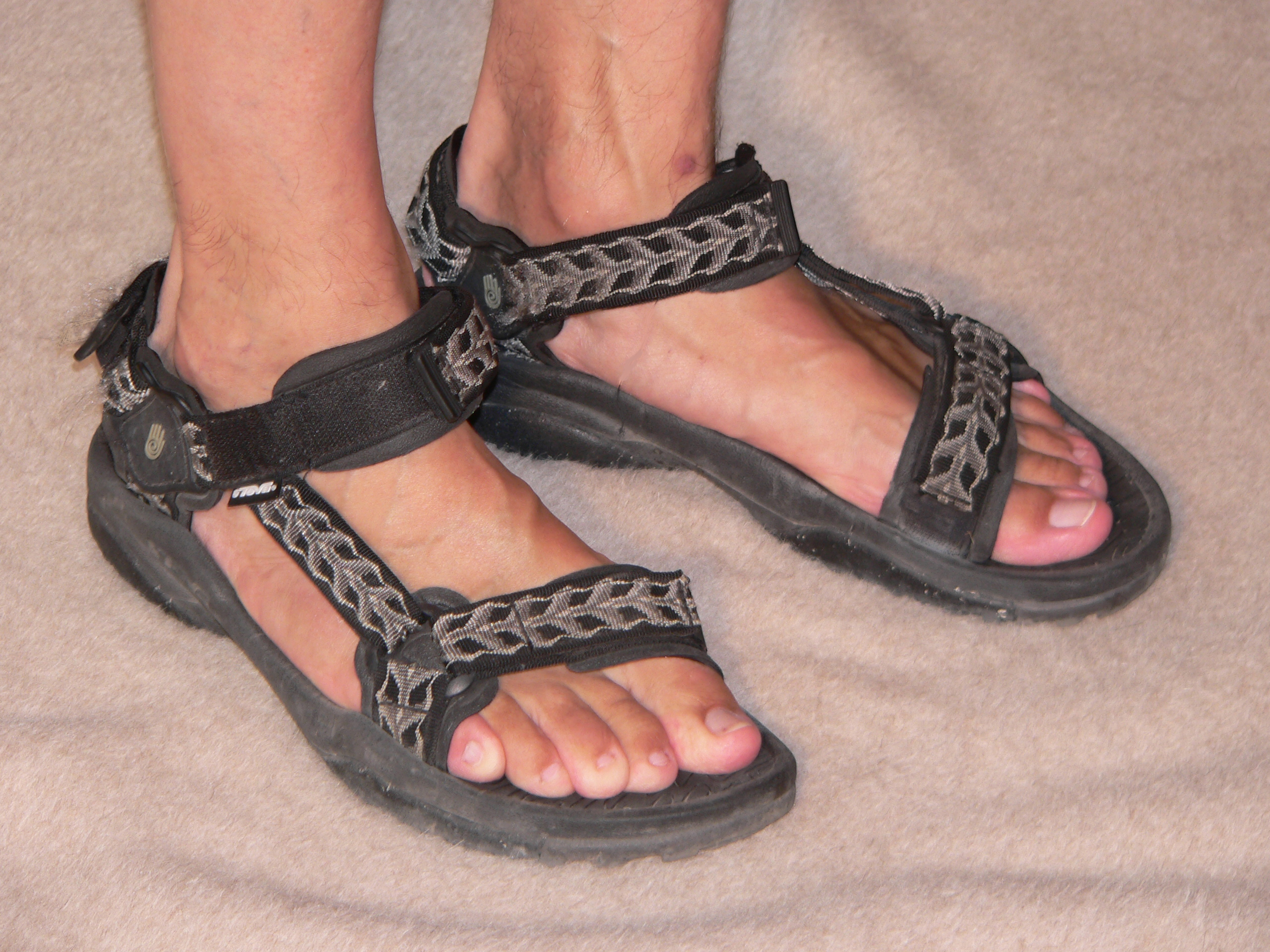
テバサンダル

テバサンダルとは、アメリカの「en:Teva Footwear社」の製品およびその模倣品に対する俗称。スポーツサンダルに分類される。

### サボサンダル
サボサンダル（クロッグ）とは、木靴（サボ／仏語）のように、足の甲から爪先まで覆い、踵部分だけを露出した状態のサンダル、クロックスもこのジャンル。

### ゴムぞうり
ゴムぞうりとは、鼻緒を有する一般的なタイプ。ビーチサンダルの大半はこの形状。

### カリプソサンダル
カリプソサンダルとは、草履型の造りで、ソール（靴底）に厚みがあるものを指す。鼻緒が太く、機能的には雪駄に近い。

### ゴムサンダル
ゴムサンダル（フィッティングサンダル）とは、ホームセンターなどで安価で販売されている、一体成型のゴム製サンダル。トイレで用いられることが多いことから「便所サンダル」などと呼ばれる。ゴムサンダルのうち、カリプソタイプのものは小笠原諸島で「ギョサン」と呼ばれ、広く親しまれている。健康サンダルもこのタイプ。

### 突っ掛け
突っ掛けとは、日本などで見られる簡易的な履物。木製の板にゴムやビニールの帯がついており、これを足の甲に引っ掛けて履く。下駄の変形ともいえるが、日本では屋内では靴を履く習慣がなく、土間に一時的に降りる際や、近所に出かける際に簡易履物として利用される。こちらも別名「便所サンダル」とも呼ばれ、両津勘吉の履物としても知られている。

### ガンディーサンダル
ガンディーサンダルとは、木の板に「つまみ」のような突起があり、これを足の親指と人差し指に挟んで使用する。足の指をある程度訓練しないと使いにくい。マハトマ・ガンディーが愛用したと紹介されたことから、この名で知られているインドの伝統的な履物。しかし現在残るガンディーの写真では、主に革紐を使った簡素な「チャッパル」と呼ばれる足の親指を通す輪のついたサンダルが写っているため、この呼び名の出所は不明である。ただしインドでは革サンダルも木製のつまみ付きサンダルも、どちらもチャッパルと呼ぶらしい。

### ワラチェ

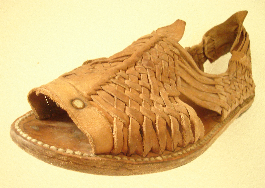
現代見られるワラチェ

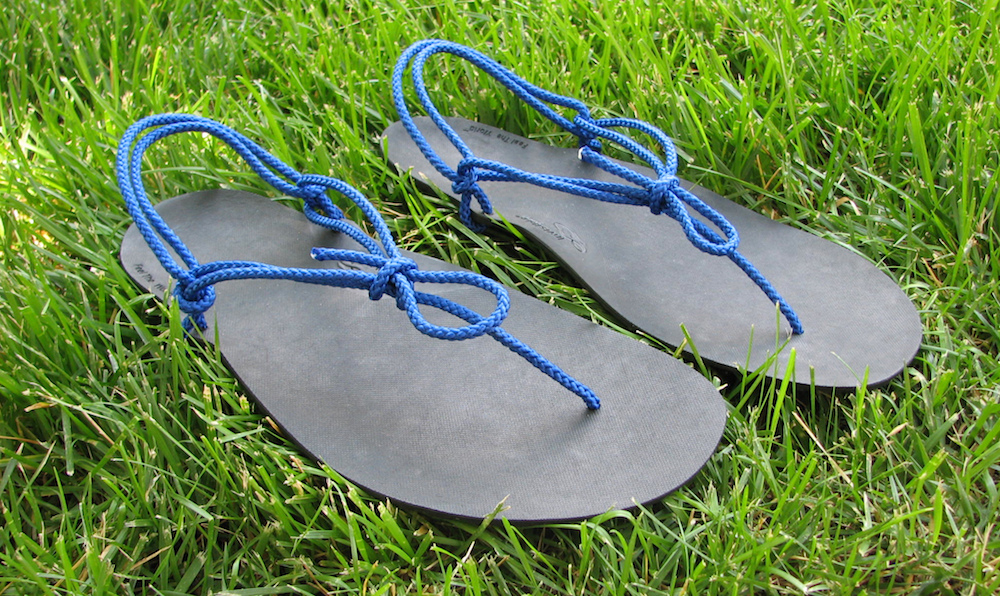
ランニング用のワラチェ

ワラチェ（Huarache）は、ワラチ、ファラチェ、ファラチ、等表記される。ワラチェ・サンダルは、先コロンブス期のメキシコを起源とするサンダル。元々はすべて革製で、草履型の造りで上部は革紐を使用し編まれ、様々なデザインがある。プレペチャ語でサンダルを意味する名称
。当時はハリスコ、ミチョアカン、グアナフアト、ユカタンなどの地域で見られた。
1957年のジャック・ケルアックの小説「路上」や、1960年代のザ・ビーチ・ボーイズの曲にも登場するなど、ヒッピー文化で人気を博し全世界に拡がった。近年ではヴィブラムなど様々な素材のものも生まれ、中にはミニマリスト系ランナーにも愛用されるものもある。ナイキの商品名「エア・ハラチ」はサンダルではないが、ワラチェに着想を得て名付けられている。

## 歴史
現代でも利用される革紐を組み合わせた履物としては、ギリシア人（ミュール）やローマ人（カリガ）、さらに遡れば、古代オリエント文明や先コロンブス期のメキシコ（フアラチ）発祥と考えられる。
なお、似たような履物は温暖な気候をしている地域では、よく見られる。動物の皮革等を利用していた文明では、現在サンダルと呼ばれる履物は、ごく一般的なものであったと考えられる。また草鞋などサンダル状に植物性の素材を編んで作ったものも多岐にわたり、広範囲にその類型が見出せる。ゆえに、その起源に関しては、どこであると一意に定めることは出来ず、世界各地の古今や東西を問わずサンダルのような簡素な履物が見出され、考古学の範疇でもこれに類する遺物も発見されている。
例えば、アメリカ合衆国オレゴン州のフォートロック洞窟で1938年に発見された樹皮を編んで作られたものは、1万5百年ほど前のものであるとみられている。

## 比喩表現
比喩表現としてはサンダルと言う履き物の持つ性格付けから、フォーマルな場ではなく日常的な生活に利用する移動手段、特に必要最小限の交通手段としての軽自動車やコンパクトカー、あるいはミニバイクや自転車などに対して｢サンダル（ないし下駄）代わり｣と表現されることがある。
これは前述の通り軽便な履物であるサンダルになぞらえた表現で、近所への買物や最寄公共交通機関のアクセスポイントとなる鉄道駅などへの移動に利用される。